# Alexandrine Cantacuzène
Pour les articles homonymes, voir Cantacuzène.
Alexandrine Cantacuzène, surnommée Didina et également connue en roumain sous le nom d'Alexandrina Grigore Cantacuzino, née Alexandrina Pallady le 20 septembre 1876 à Ciocănești (Roumanie) et morte fin 1944, est une activiste politique, philanthrope et diplomate roumaine, l'une des principales féministes de son pays dans les années 1920-1930. Dirigeante du Conseil national des femmes roumaines et de l'Association des femmes roumaines, elle est aussi pendant un temps la vice-présidente du Conseil international des femmes, représentant l'Alliance internationale des femmes ainsi que la Roumanie auprès de la Société des Nations. Cependant, ses convictions féministes et son profil international se heurte à son conservatisme national, à son soutien à l'eugénisme et finalement à sa conversion au fascisme.
Cantacuzène fait partie de la noblesse roumaine et, après son mariage avec le riche propriétaire Grigore Gheorghe Cantacuzino (en), elle prend le titre de « princesse ». Infirmière de guerre, elle devient une héraut des initiatives de commémoration de guerre (responsable en grande partie du Mausolée de Mărășești (en)). Après son engagement auprès du Conseil national des femmes roumaines, elle soutient le suffrage limité des femmes dans un cadre corporatiste, perdant ainsi le soutien des femmes libérales, mais nouant des liens avec des hommes politiques fascistes. La politique de Cantacuzène au sein de l'Association des femmes roumaines se reflète dans la législation des régimes fascistes de la Seconde Guerre mondiale, à commencer par le Front de la Renaissance nationale en Roumanie.
Sympathisante de la Garde de fer, dont son fils Alecu est un membre, Cantacuzène annonce publiquement soutenir le gouvernement de Ion Antonescu au début de l'année 1941. Ayant précédemment rendu compte à la Société des Nations des dommages causés par la guerre civile espagnole, elle critique également Antonescu à la suite du massacre d'Odessa en 1941. Ce fut sa dernière intervention publique connue. Cantacuzène meurt dans un relatif anonymat peu de temps après la chute d'Antonescu.

## Biographie

### Jeunesse
Alexandrina Pallady, également connue sous le surnom de Didina, est née à Ciocănești, un village actuellement situé dans le județ de Dâmbovița (mais, en 1876, il fait partie du județ d'Ilfov). On sait que sa date de naissance est le 20 septembre 1876 mais d’autres sources la placent en 1877 ou en 1881. Elle naît dans une famille de la classe supérieure boyard : son père, le lieutenant-colonel Theodor Pallady (1847/1853-1916), un aristocrate de la région orientale (et ancien État) de Moldavie, s'est distingué dans l'armée de terre roumaine ; sa mère, également appelée Alexandrina (1845/1848-1881), est une boyarde de Valachie et l'héritière d'un grand domaine,. Par sa mère, Pallady est issue d'une autre maison de boyards, les Ghica, propriétaires du manoir de Ciocănești,.
Ses parents ont quatre enfants mais seule Pallady survit à l'enfance. D'une liaison avec une certaine Maria Stamatiade, Theodor Pallady a un fils, le futur poète-publiciste symboliste Al. T. Stamatiad (en), en 1885,. La famille paternelle de Pallady regorge de figures intellectuelles d'importance : Theodor Iancu Pallady, peintre moderniste, et Lucia Sturdza-Bulandra, actrice, sont les neveux du lieutenant colonel Pallady.

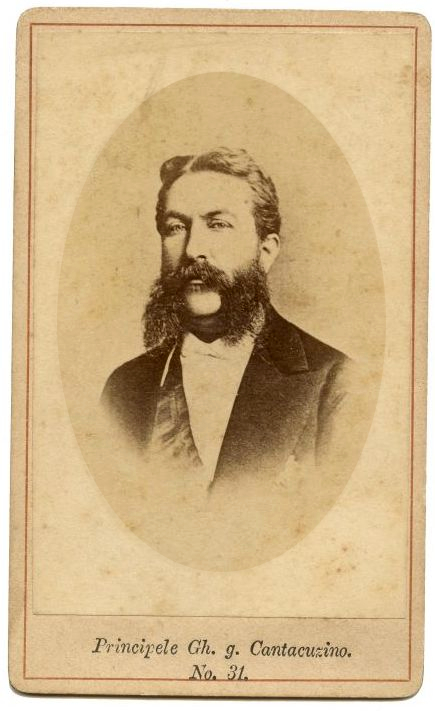
Son mari Gheorghe Grigore Cantacuzino.

À la mort de sa mère, Pallady, âgée de cinq ans, est élevée par sa tante, Eliza Ghica, et est officiellement adoptée par son mari, Vladimir M. Ghica,. Avec l'argent des Ghica, elle peut poursuivre des études en France. Vers 1899, après la mort d’Eliza Ghica, Alexandrine Pallady-Ghica part pour la capitale roumaine, Bucarest, où elle épouse l’aspirant homme politique Georges Grégoire Cantacuzène fils — connu localement sous le nom de Griguță Cantacuzino ou, moqueur de Prensul (« Principicule ») —. Son nom complet devint par la suite Alexandrine Grégoire Cantacuzène (parfois abrégée en Alexandrine Gr. Cantacuzène), avec l'inclusion du nom de son mari comme nom de famille.
Le mariage propulse Cantacuzène dans la haute société, la mettant également en contact avec l'élite du parti conservateur. La famille Cantacuzène d’origine phanariote a exercé une grande influence dans les affaires politiques de la Moldavie et de la Valachie. Son beau-père est le magistrat, décideur conservateur et ancien Premier ministre Georges Grégoire Cantacuzène (1833-1913). Il est également l'un des plus grands propriétaires du royaume de Roumanie, connu du grand public sous le nom de Nababul (« le Nawab »),,. Son beau-frère est Mihail G. Cantacuzène (en) (1867-1928), ministre de la Justice et chef d'une faction conservatrice,,,.
Les Cantacuzène revendiquent un titre princier qui, bien que rendu inutile par la loi roumaine, permet à Alexandrine Pallady de se faire appeler « Princesse Cantacuzène »,. Selon l'historienne Marian Pruteanu, elle est « une collectionneuse passionnée de décorations et de titres », qui étudie la généalogie dans le but d'établir des relations de sang avec diverses familles nobles. Parmi les signes de richesse de la famille se trouve l'une des premières automobiles de Bucarest.

### Débuts de la SONFR

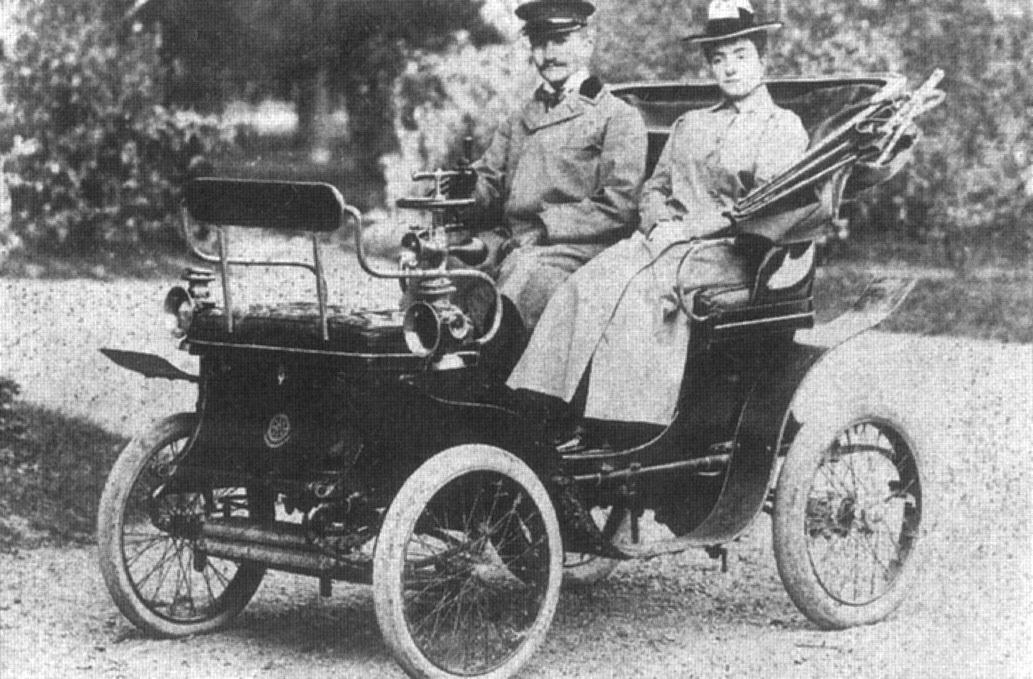
Alexandrina et son mari Georges Grégoire Cantacuzène fils dans la voiture familiale, août 1900.

Le couple a trois fils, tous nés entre 1900 et 1905 avant que les deux parents ne reprennent leur carrière publique. En 1910, Alexandrine Cantacuzène rejoint une société philanthropique orthodoxe roumaine, la Société orthodoxe nationale des femmes roumaines (roumain : Societatea Ortodoxă Naională a Femeilor Române (SONFR)). Bien qu'elle soit le plus souvent considérée comme une membre fondatrice,,, la Société a pu exister sous un nom différent dès 1893, avec Ecaterina Cantacuzène, épouse de George père, à sa tête.
SONFR se compose d'un groupe de dames de la haute société comprenant Alexandrine Cantacuzène et, entre autres, Zoe Râmniceanu, Elena Odobescu, Anastasia Filipescu, Maria Glagoveanu, Sultana Miclescu et Zetta Manu,,. Comme son nom l'indique, la SONFR fait partie du courant conservateur du féminisme roumain, avec l'objectif de « renforcer les rôles traditionnels des femmes en tant que mères et femmes » tout en étant apolitique,. Cependant, la Société est bientôt impliquée dans un certain nombre de projets adjacents, tels que la diffusion de propagande auprès des Roumains de Transylvanie, de Bucovine et d'autres régions de l'Autriche-Hongrie, et la diffusion de lettres de protestation contre la magyarisation.
Bien que la SONFR soit parrainée par « le Nawab » et d’autres personnalités conservatrices, ces positions idéologiques trouvent un écho dans le programme libéral national de Spiru Haret, alors ministre de l'Éducation, qui leur offre son soutien. Avec de telles sources de revenus, complétées par des prêts bancaires et des dons privés, la SONFR met en place deux écoles de filles, 17 jardins d'enfants (dont le premier à Dorobanți) et 22 bibliothèques publiques. Une partie de ces fonds est directement consacrée à l'achat de terres pour les communautés paysannes roumaines de Transylvanie et d'ailleurs et à la construction d'écoles à Chernowitz, Geaca et Markovac.
La SONFR a pour mission plus formelle de lutter contre la « propagande religieuse étrangère » et « les établissements d'enseignement étrangers », qu'elle décrit comme des sources de corruption pour les jeunes femmes roumaines. Selon l'historien Alin Ciupală, ces objectifs doivent être considérés comme reflétant la position « limite intolérante » de l'Orthodoxie roumaine : « Nous croyons que l'alliance éventuelle entre la SONFR et l'Église a déterminé l'adoption par la Société des femmes les idées diffusées par certains hiérarques orthodoxes, notamment ceux concernant le catholicisme, mais principalement dans un but tactique. [...] De plus, on pourrait mentionner ici l'intention des organisateurs de faire usage, comme ils l'ont fait, de l'infrastructure nationale contrôlée par l'Église : les prêtres comme instruments de propagande et l'influence, non seulement morale, des principaux hiérarchies orthodoxes. ».
Les membres de la SONFR comprend des suffragettes libérales, telles que Calypso Botez ; Cantacuzène est moins affiliée à ce courant, bien qu'elle se décrive comme une « féministe »,. Comme le note Roxana Cheșchebec, historienne du genre, Cantacuzène est avant tout une élitiste, qui croit en la réalisation d’une « mission historique des classes supérieures », consistant à aider « les personnes socialement défavorisées à servir le pays et la nation ». Pruteanu note la même chose, car elle affirme également que la noblesse roumaine vit « en dehors du luxe meurtrier qui nous entoure ». Pruteanu estime que Cantacuzène est « confuse », avec « une identité fracturée », oscillant entre « conformisme et rébellion ».
Pendant ce temps, en 1913, Grégoire Cantacuzène est nommé maire de Bucarest à la suite de l'« affaire Tramcar[C'est-à-dire ?] », qui a souillé le parti national libéral d'opposition. Selon des sources contemporaines, il est nommé par son père, qui exerce alors sa dernière fonction officielle, celle de président du Sénat,,,. Le vaste domaine de Cantacuzène est divisé entre les deux fils, qui utilisent tous deux le château Zamora de Bușteni. Il sert de lieu de retraite fréquent à la famille royale roumaine. En 1915, Alexandrine Cantacuzène hérite également des propriétés de son père adoptif, notamment Ciocănești.

### Infirmière pendant la Première Guerre mondiale
Le début de la Première Guerre mondiale place la Roumanie dans une situation délicate. De 1914 à l'été 1916, le cabinet libéral national d'Ion I.C. Brătianu préserve la neutralité du pays. L’opinion publique se divise nettement entre les partisans des puissances de l'Entente et les « germanophiles » favorables aux puissances centrales, en particulier à l’Allemagne. Grégoire Cantacuzène oscille entre les deux camps, mais ses deux journaux, Minerva et Seara, sont étroitement associés à la germanophilie,. En septembre 1914, ils sont d'ailleurs achetés par un consortium allemand et deviennent les porte-paroles de la propagande allemande dans le pays.
À la suite du traité de Bucarest de 1916 avec l'Entente, le roi Ferdinand Ier et le Premier ministre Brătianu décident de faire entrer le pays dans la guerre aux côtés des puissances centrales. Cantacuzène se porte volontaire pour travailler comme infirmière. En août 1916, elle nommée directrice de l'hôpital no 113, établi à l'Institut SONFR de Bucarest avec des fonds de la Banque nationale de Roumanie (ses adjointes sont Elena Odobescu et Elena Perticari). À la fin de l'année cependant, l'armée roumaine est en débâcle et les allemands s'approchent de la capitale. Le roi et le gouvernement suivent la retraite de l'armée en Moldavie, où ils restent assiégés jusqu'en 1918. L'invasion divise ensuite la famille Cantacuzène entre ceux qui se s'alignent avec le régime allemand à Bucarest et ceux qui, en tant que loyalistes, combattent les Allemands en Moldavie. Le château de Zamora est réquisitionné par l'armée allemande impériale, et sert de résidence au gouverneur August von Mackensen.
Grégoire Cantacuzène est un membre du gouvernement germanophile mis sur pied par Lupu Kostaki à Bucarest, mais aussi un confident du conservateur Alexandru Marghiloman. Avec Marghiloman et d’autres, ils tiennent tête aux Allemands au moment de répondre aux besoins de la population civile, comme lorsqu’ils procurent du bois de chauffage à la population de Bucarest. Il prend également la place de médiateur entre Marghiloman, resté respectueux du roi Ferdinand, et Petre P. Carp, qui veut que la dynastie soit évincée et remplacée.
Avec Marghiloman à la présidence de la Croix-Rouge roumaine (en), Cantacuzène devient membre du « Comité des femmes » de la Croix-Rouge, chargée de fournir une assistance humanitaire aux prisonniers de guerre en Roumanie et à l'étranger. Son attitude politique à l'époque reste un mystère, à l'exception de sa conviction qu'un « monde nouveau émergera de l'humanité ensanglantée » — non pas comme une approbation de la révolution politique, mais comme une confiance dans la capacité de travail et de rajeunissement des roumains.
À plusieurs reprises, Cantacuzène défend les intérêts de la SONFR face aux autorités allemandes, généralement avec succès. La SONFR participe aussi à l'envoi illégal de soldats roumains dans la zone franche moldave. L’hôpital qu’elle gère est finalement expulsé par les Allemands et elle publie alors une lettre de protestation ; son mari et elle prennent également la parole en faveur de Conon Arămescu-Donici (en), l'évêque de Bucarest, qui subit des pressions pour confier l'administration de l'église à Mariu Theodorian-Carada, un catholique,. De telles démonstrations de dissidence rendent sa position fragile et elle manque d'être arrêtée et emprisonnée dans un camp allemand,.

### Gouvernement de Marghiloman
Cantacuzène retourne travailler à l'hôpital après ces événements. Elle décide d'y organiser un banquet en l'honneur d'Alexandru D. Sturdza et d'autres transfuges de l'armée loyaliste roumaine. L'affaire se termine par une bagarre entre les invités de la fête et les détenus-patients qu'ils rencontrent. À la fin de 1917, avec la chute des partisans républicains russes, l'administration Brătianu s'effondre en Moldavie, laissant à Ferdinand Ier le soin de réfléchir à un armistice avec les Allemands. À Bucarest, les conservateurs proches de Marghiloman fondent leur propre commission législative dans le but de parvenir à la paix et à la réconciliation ; Grégoire Cantacuzène en fait partie mais ne réussit pas à obtenir un poste au sein du cabinet Marghiloman qui suit.
L'année 1918 s'achève sur une défaite inattendue pour les germanophiles : l'armistice de novembre annonce une victoire soudaine des puissances de l'Entente et entraîne immédiatement la chute de l'administration de Marghiloman. Alexandrine Cantacuzène, qui assiste aux événements, sert de médiatrice entre Marghiloman en disgrâce et le général Alexandru Averescu, ministre favori du roi, faisant circuler des rumeurs selon lesquelles la Roumanie serait la proie du socialisme révolutionnaire. En organisant les célébrations du retour de la reine Marie, elle exhorte Marghiloman à rester à l'intérieur, car la mission militaire de l'Entente et la foule en général souhaitent l'éviter,. En hommage à ses actions patriotiques, Cantacuzène est élue présidente de la SONFR en 1918 ; elle dirige la société jusqu'en 1938,.
Sabina Cantacuzène, sœur de Brătianu et belle-sœur d'Alexandrine Cantacuzène, dans ses mémoires publiés en 1937, accuse Cantacuzène de mettre en scène « une publicité ». Selon elle, la dirigeante de la SONFR fait « une démonstration publique » de sa compassion envers les soldats roumains, tout en sachant que Grégoire Cantacuzène est en faveur des Allemands. De telles affirmations se retrouvent également dans les journaux de Pia Alimănișteanu (fille de Brătianu), qui écrit également que « Didina » aimait « chasser avec les chiens et courir le lièvre »,. Ces opinions sont accueillies avec opprobre lors de leur publication : le travail de Sabina Cantacuzène est rejeté comme une diffamation envers le « patriotisme » de Brătianu,.
Le Parti conservateur est en plein désarroi, perdant ses membres en masse. Marghiloman conserve le titre impopulaire de « conservateur » (plus tard de « conservateur-progressiste »), tandis que Grégoire Cantacuzène se prononce en faveur d'une réforme en tant que « parti constitutionnel » ou de sa fusion dans le parti populaire d'Averescu,,. Le « groupe conservateur des frères Cantacuzène » devient une faction pratiquement indépendante, parfois en rébellion contre les ordres de Marghiloman, et sympathisante du parti conservateur-démocrate,,,. Cependant, Gregoire Cantacuzène et Marghiloman sont horrifiés par la promesse d'une réforme agraire et, contrairement aux conservateurs modérés, souhaitent que le parti représente, comme avant 1914, les intérêts des propriétaires fonciers.

### Création du CNFR et présidence de la SONFR
Après la création de la Grande Roumanie, la SONFR négocie sa collaboration avec l'aile laïque du mouvement des femmes. Cantacuzène elle-même devient membre de l'Association nationale pour l'émancipation civile et politique des femmes roumaines (AECPFR) et tente en vain d'absorber la Ligue des droits et devoirs des femmes (LDDF), une entité plus petite. En juin 1919, elle est également élue présidente honoraire de la section féminine de la Cross Brotherhood, fondée par le nationaliste de droite Amos Frâncu à Cluj. En 1921, dans le but de créer un organe représentatif féministe entièrement roumain, elle est nommée vice-présidente du Conseil national des femmes roumaines, le CNFR, nouvellement formé ; la présidente étant Calypso Botez,,. Vers 1923, elle est l’une des partisanes conservatrices du suffrage des femmes, critiquant la Constitution de l’après-guerre pour ne pas l’avoir promulgué.
Pendant ces années, Cantacuzène travaille comme conférencière permanente pour l'association Casele Naeleionale. Elle entreprend des activités similaires avec la SONFR, où elle donne une conférence sur l'ethos orthodoxe et nationaliste, attirant dans les rangs de la société de nombreuses femmes des classes moyennes, ainsi que de nouvelles arrivantes de la province de Bessarabie : Elena Alistar et Iulia Siminel-Dicescu.
Le but déclaré de Cantacuzène est que le nouveau monde de l'entre-deux-guerres signifie la fin des « femmes poupées », des « femmes comme enfants éternels », des « femmes comme objets de plaisir » ; le nouvel « évangile » d'une femme doit être inscrit dans la « moralité de la vie publique ». Tout en prônant l’émergence d’une génération mère-citoyenne, elle déplore la rapide urbanisation de l’âge, affirmant que les enfants des villages abandonnent « le grand réservoir de la vie familiale » pour « devenir rapidement M. et Mme ceci ou cela ». Contrairement à l'AECPFR, Cantacuzène et le CNFR représentent un côté réformiste nationaliste du courant féministe. Comme Cheșchebec le fait remarquer, ces femmes intellectuelles « cherchent à apaiser les craintes du potentiel destructeur de "l'individualisme" féministe, en offrant le visage "acceptable" et "nationalement authentique" du féminisme roumain ». Leurs efforts sont vains, car « malgré les différences idéologiques, toutes les féministes visent à modifier l’ordre familial traditionnel. Cette caractéristique commune brouille les différences entre les divers courants du féminisme. ».
Pour Cantacuzène, l'orthodoxie roumaine est « le bouclier béni de la nation roumaine », les prêtres et les femmes occupant des postes complémentaires en tant que défenseurs de la vie traditionnelle. À la SONFR, où elle investit toujours l'essentiel de ses efforts, elle s'attaque à des causes orthodoxes, prenant parti pour Mélèce Métaxakis, le patriarche œcuménique, dans son conflit avec la Turquie kémaliste. Elle est également fermement opposée à un concordat entre la Roumanie et le Saint-Siège, qualifiant l'Église catholique de tout à fait opposée à l'État unitaire roumain, tout en qualifiant les catholiques de rite byzantin de frères de l'orthodoxie. Sous sa direction, la SONFR annonce de nombreuses initiatives, notamment la création d'écoles, d'hôpitaux et de cantines ouvrières.
Après avoir participé aux travaux visant à récupérer et à honorer les restes de soldats tués au combat, la SONFR se retrouve dans une rivalité acerbe avec l'organisation Cultul Eroilor (« Le culte des héros »), bien que Cantacuzène siège au conseil de direction des deux organisations. Selon l'historienne Maria Bucur (en), Cantacuzène s'engage dans « une lutte de deux décennies pour devenir la gardienne du souvenir public de la guerre ». Selon Cantacuzène, la ré-inhumation des os est une tâche essentiellement féminine et orthodoxe, car les femmes sont traditionnellement des expertes en parastas. Sur cette base, la SONFR obtient un quasi-monopole sur les projets visant à honorer les victimes de la bataille de Mărășești, pour les identifier et les commémorer chaque année.

### GFR et montée en puissance

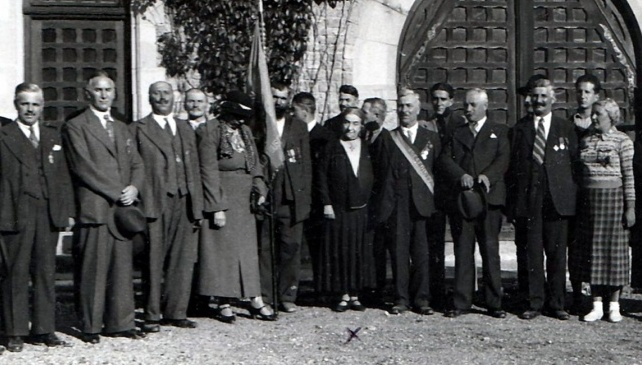
Alexandrine Cantacuzène (centre, marquée d'un X), recevant des visiteurs au château de Zamora à Bușteni, vers 1928.

Bien que nationaliste chez elle, Cantacuzène s'implique vite dans le mouvement international des femmes, souvent en tant que représentante roumaine. C’est dans le cadre de son accord de partage du pouvoir avec Botez qu’elle traite des affaires internationales liées au CNFR. En 1923, elle est la déléguée de la LDDF au congrès de l'Alliance internationale des femmes (AIF) à Rome. À l’étranger, elle crée une version féminine de la Petite Entente, dont elle est la présidente jusqu’en 1924. Surnommée la Petite Entente de Femmes (roumain : Mica Antantã a Femeilor, MAF), ou Femmes des Petites Nations, elle lie des organisations féministes roumaines avec des sororités partageant les mêmes idéaux en Tchécoslovaquie, en Pologne, en Grèce et dans le royaume de Yougoslavie,,. Elle est généralement hostile aux minorités ethniques mais souhaite également trouver un terrain d’entente avec les féministes des communautés saxonne et hongroise de Transylvanie, les invitant au congrès des femmes de 1925.
De 1925 à 1936, sous mandat du CNFR, Cantacuzène est la vice-présidente du Conseil international des femmes (CIF) et devient ainsi la féministe la plus connue de Roumanie,. Elle est aussi l'une des déléguées européennes à la conférence du Conseil de 1925 à Washington, DC. En 1926, ses distinctions comprennent la grand-croix de la reine Marie, l'ordre équestre du Saint-Sépulcre de Jérusalem, l'ordre royal de Saint-Sava (grand officier), la croix de guerre 1914-1918 (officier) et la croix du Mérite de guerre (officier). Elle est aussi déléguée du Conseil à la Société des Nations en 1927, puis à nouveau en 1933, ainsi que rapporteuse de l'IAF auprès du même organisme international trois fois : 1926, 1928, 1933. Se séparant de la LDDF et de l’AECPFR, qui l’accusent d’utiliser le féminisme pour promouvoir ses propres objectifs « internationalistes », Cantacuzène préside Solidaritatea (« Solidarité »), sa propre organisation féministe, l’associant à l'AIF,,.
En vertu d'une loi autorisant certaines femmes à se présenter aux élections locales, Cantacuzène siège à la Commission financière de Bucarest en 1927 et est conseillère municipal après 1928, contribuant à la création de l'école professionnelle pour « auxiliaires sociales » féminines. Elle partage son temps entre Bucarest et le château de Zamora, où, en août 1928, son fils aîné, Georges Grégoire, épouse Zoe Greceanu.
Cantacuzène s'investit dans la lutte pour l'émancipation électorale en faisant pression pour que les femmes obtiennent le droit de voter et de se présenter aux élections des conseils de citoyens urbains et ruraux. À cette fin, elle fonde en 1929 une association de femmes roumaines (roumain : Gruparea Femeilor Române, GFR), dont elle devient présidente, tout en préservant le contrôle du CNFR et de Solidaritatea, organismes plus petits,,,. L'un des principaux objectifs du GFR, inscrit dans sa charte, est « un travail de propagande actif, oral et écrit, parmi les masses féminines » ; un autre est la mise en place de comités d'initiative pour la représentation féminine. Cependant, le GFR demeure hautement centralisé et aucun critère clair permettant d’admettre ou de rejeter une adhésion n’est inscrit dans ses statuts. La politologue Alexandra Petrescu estime que le GFR, un ordre matriarcal, imite la hiérarchie masculine des partis politiques traditionnels, renversant de fait le processus de démocratisation du féminisme de la première vague.
Cantacuzène participe au grand rassemblement de 150 sociétés de femmes qui se tient à la Fundațiile Regale de Bucarest le 28 avril de la même année. Cela aboutit à une victoire mineure : une nouvelle loi est adoptée en août 1929, permettant à la plupart des femmes travaillant et à toutes les veuves de guerre de voter et de participer aux élections des conseils,,. Sa notoriété se reflète aussi dans d'autres domaines. Elle est la toute première femme officier de l'Ordre du Mérite culturel. En 1928, elle est juge pour Miss Roumanie, avec notamment Nicolae Constantin Batzaria (en), Maria Giurgea et Liviu Rebreanu. Elle dirige également la section féminine du Congrès international de l'agriculture de juin 1929.
Cantacuzène est cooptée pour faire partie des représentants officiels roumains à la Société des Nations de 1929 à 1938, principalement en tant que conseillère pour la protection des femmes et des enfants,. Parallèlement, avec l'historien de l'art Alexandru Tzigara-Samurcaș, elle crée une Union des intellectuels lors d'un gala officiel en 1926. Ce cercle est un affilié local de la Fédération des unions intellectuelles d'Europe, dont les fondateurs sont Hugo von Hofmannsthal, Paul Valéry et Nicolae Titulescu, et dont la mission déclarée est de trouver une solution à « la crise vitale du continent ». Le journaliste Constantin Beldie (en) est l'un de ses membres qui laisse après son décès des notes sarcastiques sur le conservatisme culturel de l'Union. Reçue et célébrée à Prague par Methodius Zavoral, abbé du monastère de Strahov (1928), Cantacuzène est également déléguée au congrès de la Fédération des unions intellectuelles de Barcelone (octobre 1929),.

### Transformation fasciste

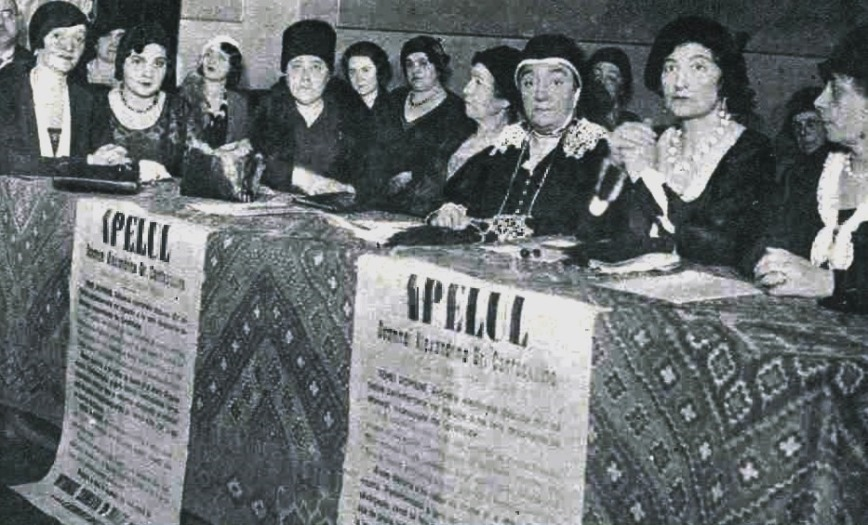
Cantacuzineno (première rangée, troisième en partant de la droite) et d'autres délégués de la SONFR lors d'un rassemblement pour le suffrage féminin à Bucarest, mars 1932.

Après la mort du roi Ferdinand Ier et de Brătianu, la Roumanie connaît un changement de pouvoir politique : en 1930, le jeune roi Michel Ier, est renversé par son propre père, le destitué Carol II. Dans le domaine du féminisme, Cantacuzène accède au poste de présidente du CNFR. Cette situation fait suite à la démission en guise de protestation de Calypso Botez, membre d'un schisme anti-Cantacuzène à l'intérieur du CNFR,. Également en 1930, Grégoire Georges Cantacuzène meurt, la laissant veuve. Elle le reste jusqu'à son décès.
Pendant ces années, le nationalisme d'Alexandrine Cantacuzène se transforme en autoritarisme. À ce moment-là, les succès apparents du fascisme italien, qui impressionnent probablement Cantacuzène lors de sa visite à Rome élargit la ligne de démarcation du mouvement féministe roumain. Cantacuzène est convaincue par la critique fasciste de la démocratie libérale et, tout en restant féministe, commence à exprimer son soutien à une alternative au régime libéral de la Roumanie. Elle envisage une monarchie corporatiste, plaide pour un service de l'administration publique technocratique et favorise la révocation des droits civiques des hommes mal éduqués (tout en les accordant aux femmes instruites).
Selon Alexandra Petrescu, l'idéologie du GFR devient le féminisme latin promu par Benito Mussolini lui-même, avec sa vision des femmes latines en tant que combattantes égales dans une révolution corporatiste. Ce changement d'allégeance se produit au moment même où la Petite Entente des Femmes commence à sombrer dans l'insignifiance. Cantacuzène s'oppose farouchement aux autres déléguées, dont la Grecque Ávra Theodoropoúlou, à propos de l'admission de femmes de Bulgarie, de Turquie républicaine et d'Albanie dans l'Entente.
Contrairement à tous les autres groupes féministes, le GFR interdit aux femmes de s’inscrire dans des partis politiques, mais les encourage à se présenter aux élections municipales à leur guise,. Selon Petrescu, cette demande doit être mise en contraste avec la structure et les objectifs du GFR, qui, dit-elle, sont ceux d'un parti politique informel. Cantacuzène exprime ses idées dans les pétitions du GFR et du CNFR de décembre 1930 et mars 1932, tout en demandant également que des sièges soient attribués aux représentantes des organisations de femmes au Sénat. En 1933, elle parle devant les membres du GFR de la reconstruction corporatiste de la Roumanie, en élaborant son propre projet d'élections sénatoriales corporatistes par des électeurs hommes et femmes. L'effet immédiat de ces interventions est la création d'une aile jeunesse de la GFR, la Tinerele Grupiste, probablement inspirée du Gruppo Universitario Fascista (mais, contrairement à celle-ci, centrée uniquement sur des campagnes pour l'emploi des femmes).
Les chercheurs sont divisés quant à l’évaluation de l’attrait réel du féminisme nationaliste de Cantacuzène. Bucur écrit que « la plupart des féministes, à l'instar d'Alexandrine Cantacuzène, sont également des nationalistes agressives, voire jingoïstes ». Petrescu note au contraire que « Alexandrine Cantacuzène est la seule féministe de l'entre-deux-guerres à s'être laissée séduire par l'autoritarisme ». L'AECPFR et d'autres organisations répudient Cantacuzène, se déclarant pour leur émancipation dans la démocratie libérale. De temps en temps, Cantacuzène elle-même manifeste de l'intérêt pour le développement des sociétés démocratiques : invitée par la société Friends of America au Presidents Day en 1932, elle donne une conférence sur « Les différents aspects de la vie et de la culture américaines ». Bien qu'elle n'occupe plus le poste de vice-présidente du CIF en 1936, elle est nommée responsable du Comité des arts appliqués et des beaux-arts, ainsi que déléguée à la conférence du Conseil international des femmes à Calcutta, dans le Raj britannique,. En janvier 1934, l'Institut social roumain de Dimitrie Gusti (en) l'élue membre de son comité directeur.
Dans son pays natal, son programme féministe éclectique comprend un projet visant à créer des services paramilitaires entièrement dotés de personnel féminin, dans le but de parvenir à une conscription totale des hommes. La xénophobie teint les écrits de Cantacuzène depuis le début : au début des années 1920, elle affirme  que « l'étranger-isme » (sic) est l'un des facteurs allant à l'encontre de l'émancipation féminine, après avoir « traîné hors de son domicile l'âme tendre qu'est la femme ». Cependant, son internationalisme déclaré est rejeté par des nationalistes de la SONFR encore plus radicaux qu'elle. Cette aile antimaçonnique de la SONFR démissionne en 1934, après le refus de Cantacuzène de témoigner, sous serment, qu'elle n'était pas une secrètement une franc-maçonne.
En 1937, en accord avec le régime du Parti national chrétien, Cantacuzène embrasse l'eugénisme, le racisme et l'antisémitisme. Lors d'une réunion à Cluj, elle propose l'introduction d'une législation interdisant à tous les « étrangers » et les minorités de se marier avec des employés de l'État roumain, ainsi que des examens tous les dix ans pour toutes les personnes ayant obtenu la citoyenneté roumaine . De plus, elle et le GFR envisagent des primes d'État pour les mariages « eugéniques » entre jeunes Roumains de sang pur. Parallèlement, ses relations au sein du mouvement féministe international s'alarment de la montée de la violence antisémite. Cécile Brunschvicg, dans une lettre de décembre 1933 à Cantacuzène, demande : « On parle de terribles campagnes antisémites en Roumanie et du développement d'un esprit nazi dans votre pays. Est-ce vrai? [...] Ce serait vraiment déplorable si [l'esprit nazi] devait gagner un pays latin si sain d'esprit et si proche de nos cœurs. ».

### Entre le roi Carol et la Garde de fer
La Constitution de 1938 semble être en accord avec la plupart des idéaux autoritaires et corporatistes de Cantacuzène, notamment le suffrage des femmes et même la conscription féminine. Transformé par les décrets du roi Carol en une chambre corporatiste et contrôlé par le Front national de la Renaissance, le Sénat reçoit sa première femme membre, Maria M. Pop, en 1939. Elle n'est pas nommée dans la liste des membres de la GFR, mais est une ancienne combattante de l'AECPFR. De son côté, Cantacuzène occupe toujours des postes diplomatiques auprès de la Société des Nations, représentant cette fois le gouvernement roumain. Elle est chargée d'améliorer les moyens de subsistance des enfants et des femmes touchés par la guerre civile espagnole, de proposer la création de zones démilitarisées pour les enfants et de travailler à une Charte de l'enfance valable sur le plan international.
Il y a déjà des signes d'une fracture entre le roi Carol et les féministes fascistes. En septembre 1938, Cantacuzène est l'invitée d'honneur lors de l'inauguration du mausolée de Mărășești, où elle parle de la contribution de la SONFR au « souvenir éternel » des héros de la Première Guerre mondiale ; elle rappelle également le « règne glorieux » du roi Ferdinand en tant que « symbole de la patrie ». Selon Bucur, le discours peut être lu comme une moquerie envers l'organisation Cultul Eroilor et le roi Carol, dont la conduite en temps de guerre ont été moins qu'honorable. Lors du congrès du GFR à Brașov, Cantacuzène se plaint publiquement que son objectif d'obtenir le suffrage des femmes s'est transformé en une victoire amère.
On ignore si elle a soutenu ou non la Garde de fer un mouvement fasciste rival, essentiellement clandestin. Les autres membres du clan Cantacuzène en sont des partisans enthousiastes. Un parent éloigné, le général George Cantacuzène-Grănicerul, est un associé du chef de la garde Corneliu Zelea Codreanu depuis 1933 et devient commandant en second de la garde à partir de 1937,,,,. À partir de 1935, le plus jeune fils d'Alexandrine Cantacuzène, Alexandre « Alecu » Cantacuzène, ancien membre du corps diplomatique est également attiré par cette entreprise politique. Il écrit des tracts diffusant l'idéologie de la Garde de fer, mettant l'accent sur l'éloge de son « impulsion irrationnelle et persistante » mais également sur le « bolchevisme juif », l'eugénisme, la race et la sexualité,,,. En 1936, il est l'un des volontaires de la Garde dans la guerre civile espagnole, du côté des nationalistes. Cet épisode contrarie sa mère, qui aurait qualifié ses actions d'idiotes.
Alecu rentre chez lui en février 1937 et donne une réception lors des funérailles de Moța–Marin, deux dirigeants de la Garde mort lors de la guerre civile espagnole. La Garde accepte Alecu, mais se méfie de sa mère, la considérant comme une dangereuse internationaliste. Dans une lettre de 1937 (retrouvée et publiée en 2005), le général Cantacuzène-Grănicerul demande expressément à Alexandrina Cantacuzène de cesser de s'interposer entre lui, Alecu et Codreanu, l'accusant d'avoir « rempli de 'kikes' (insulte ethnique pour Juif) les écoles orthodoxes » et d'avoir « prêché une entente avec les ennemis du peuple ».
Avant la fin de 1938, les forces de police du roi Carol répriment la Garde de fer et tuent Codreanu lors d'une garde à vue. Cantacuzène est placée sous surveillance, soupçonnée d’avoir aidé le mouvement déclaré illégal, tandis que la DFG et Tinerele Grupiste sont également interdits. Alecu est envoyé au camp de concentration de Râmnicu Sărat, où, à l'insu de sa famille, il est abattu par les gardes le 22 septembre 1939,. Vers octobre, des rumeurs se répandent selon lesquelles Alexandrine Cantacuzène et ses autres fils sont également sur le point d'être internés mais les autorités décident finalement de la placer en résidence surveillée,.

### Seconde Guerre mondiale et mort
La dernière étape de la carrière de Cantacuzène est marquée par son implication collatérale dans les bouleversements politiques de la Seconde Guerre mondiale. À la fin des années 1940, le roi Carol est victime d'un coup d'État et la Garde de fer établit son État légionnaire national. Le Conducător Ion Antonescu à la tête de l'armée, est un dissident politique. Comme le note Cheşchebec, le meurtre d'Alecu « n'est apparemment pas lié à la démonstration de soutien de Cantacuzène au régime légionnaire ». Selon Bucur, sa décision de rejoindre la Garde de fer est motivée par « son opportunisme pur ou parce qu'elle espérait jouer un rôle de premier plan et puissant dans un mouvement aussi dynamique » et probablement pas par crainte des représailles. Les signes de ce rapprochement sont consignés dans les journaux de la Garde : en 1940, Porunca Vremii publie l'interview de Lucrezzia Karnabatt avec Cantacuzène, dans laquelle elle décrit le rôle politique des femmes dans le régime légionnaire national.
Après la bataille de janvier 1941 entre la Garde et Antonescu, remportée par ce dernier, Cantacuzène devient une partisane d'Antonescu. En juin, Antonescu accepte de participer à l'opération Barbarossa : en tant qu'alliée de l'Allemagne nazie, la Roumanie reprend la province perdue de Bessarabie. Dans un article du journal de propagande officiel Universul, Cantacuzène célèbre « l'heure sainte » comme la fin définitive de la « démocratie juive » et envisage une rédemption de l'Europe sous un régime fasciste. Le régime d'Antonescu impose bientôt un antisémitisme racial à travers le pays. Selon Alexandra Petrescu, la législation présente à l'époque est remarquablement similaire au projet de Cantacuzène de 1937.
Cantacuzineno n'est pas une affiliée non critique à la politique d'Antonescu, comme elle le montre lors de sa visite à Odessa, capitale de la Transnistrie nouvellement occupée, en octobre 1941. Cela a lieu quelques jours à peine après le massacre d'Odessa, ordonné par Antonescu, dont elle est informée par le maire de la ville, Gherman Pântea. Pântea estime que le massacre est accessoire et non délibéré. En utilisant Cantacuzène comme messagère, il demande à Antonescu de punir les coupables et de permettre aux déportés juifs de revenir à Odessa,. Pântea rapporte que Cantacuzène partage sa conviction que le massacre allait peser lourdement sur « tout le pays » et qu'une « enquête objective » est nécessaire ; il écrit qu'Antonescu a menacé de le tuer pour désobéissance, mais qu'il a changé d'avis. Cantacuzène continue d’intervenir auprès d’Antonescu sur d’autres questions, comme lors de la naturalisation de Pavel Chasovnikov, chirurgien à Odessa.
Cantacuzène est morte en septembre, octobre ou novembre 1944, peu de temps après le coup d'État du roi Michael, qui aboutit à l'arrestation d'Antonescu et à la dénonciation de l'alliance nazie de la Roumanie. L'historien Ion Constantin affirme qu'elle s'est suicidée, « pour éviter les tourments de la détention sous le régime communiste roumain ». Roxana Cheanachebec, cependant, dit que la cause de son décès est « son âge avancé ». Elle laisse dans le deuil son dernier fils, George Cantacuzène, qui poursuit une carrière en archéologie, épigraphie et papyrologie ; il meurt en 1977.
Dans les années qui suivent la mort d’Alexandrine Cantacuzène, le château de Zamora est nationalisé, puis confié au ministère des Affaires intérieures ; réclamé par la famille après la révolution roumaine de 1989 et finalement redonné en 2004, il est ensuite vendu à d'autres propriétaires privés. Le manoir Ciocănești, confisqué à Georges Cantacuzène, est classé monument historique et devient résidence de vacances de l'Union des écrivains de Roumanie, mais pas avant d'avoir été détruit par les syndicats locaux. Il est également nationalisé en 1949, mais continue d'être pillé après cette date.